# Ginggan Maria Hörbe
Ginggan Maria Hörbe (* 2004) ist eine deutsche Schauspielerin.

## Leben
Ginggan Maria Hörbe wurde 2004 geboren und nahm seit 2008 Gesangsunterricht. 2018 spielte sie in einer Rolle in der Serie in Counterpart mit. 2023 hatte sie in der Fernsehserie Club Las Piranjas eine Nebenrolle, 2025 verkörperte sie eine Schülerin im Tatort.

## Filmografie
- 2018: Counterpart
- 2023: Club Las Piranjas
- 2024: Gotteskinder
- 2025: Tatort: Herz der Dunkelheit